# Привид у броні
«Привид у броні» (англ. Ghost in the Shell) — американський науково-фантастичний фільм, знятий Рупертом Сендерсом за однойменною манґою Масамуне Сіро. Прем'єра стрічки в Україні відбулася 30 березня 2017 року. У головних ролях знялися Скарлетт Йоганссон, Пілоу Асбек, Такесі Кітано, Жульєт Бінош і Майкл Пітт. Фільм розповідає про жінку-кіборга, яка повинна зупинити небезпечного хакера.

## Сюжет
Майор Міра Кілліан приходить до тями в лабораторії. Доктор Уелет пояснює їй, що батьки Кілліан померли в результаті атаки терористів, а від неї самої вдалося врятувати тільки мозок, поміщений до штучного тіла. Тепер вона — перший у світі бойовий кіборг з повністю синтетичним тілом, створеним компанією Hanka Robotics. Вона поєднує витривалість і швидкість машини зі здатністю самостійно приймати рішення. Кілліан призначають в оперативну контртерористичну групу «Дев'ятий відділ», завдання якої — зупиняти найнебезпечніших злочинців та екстремістів. Дев'ятий відділ зіштовхується з ворогом на ім'я Кудзе, єдиною метою якого є знищення високопоставлених працівників компанії Hanka Robotics в області кібер-технологій. Злочинець використовує злам роботів, тому в Hanka побоюються за безпеку Міри. Майор ігнорує наказ і кидається у бій, попри загрозу хакерської атаки на неї. Голова Hanka на прізвище Каттер погрожує її шефу, Арамакі, що закриє відділ, якщо його працівники займатимуться самоуправством. Арамакі повідомляє Каттеру, що відповідає не перед ним, а перед прем'єр-міністром. Міра через відсутність доказів наважується дослідити пам'ять зламаного робота і її тої ж миті намагається зламати Кудзе.
В ході розслідування Майора переслідують флешбеки. Доктор Уелет називає їх збоями, але Міра починає підозрювати, що від неї щось приховують. Коли до відділку доставляють злочинця з перезаписаною пам'яттю, Майор здогадується — так само могли вчинити з нею. Вирушивши на пошуки Кудзе, вона потрапляє в полон терориста. Від нього Кілліан особисто дізнається правду про своє минуле — вона не перший, а 99-й кіборг, всі попередні спроби помістити людський мозок у кібертіло закінчились невдало. Hanka Robotics знищувала всі сліди минулих експериментів, однак Кудзе вдалося втекти. Кудзе повідомляє, що його мета — помститися корпорації і відпускає Майора, яка вирушає на пошуки свого минулого. Першою вона відвідує доктора Уелет, яка спростовує, що терористи вбили батьків Кілліан. Майор, яка міркує, чи є вона людиною, зникає з виду всіх колег, відправившись пірнати глибоко в затоку. Там її знаходить колега Бато, а потім Майора затримують оперативники воєнізованого підрозділу компанії Hanka. Вони привозять її в лабораторію, де в цей час Каттер змушує Уелет вбити Майора, ввівши їй смертоносну рідину. Замість цього Уелет, симпатизуючи Майору і впевнена, що та — «більше, ніж людина», відпускає її і дає їй ключ від квартири, де «знаходиться її минуле». В квартирі Майор знаходить середніх років японку, яка говорить, що її донька, Мотоко, зникла, а потім їй повідомили, що та вчинила самогубство. Майор розуміє, що її справжнє ім'я — Мотоко Кусанаґі і вона була автором маніфестів проти повсюдної кіборгізації.
Слідуючи за флешбеками, Майор знаходить святилище, в якому вона ховалася, коли втекла з дому, і звідки її викрала корпорація Hanka. Біля святилища Мотоко зустрічає Кудзе, а потім згадує, що вони ховалися там разом. Каттер посилає до святилища бойового павукоподібного робота татикому. Робот завдає обом сильних ушкоджень, однак Мотоко вдається вирвати двигун татикоми, доклавши такої сили, що її руки рвуться. Впалого поруч з роботом Кудзе вбиває снайпер, якого відразу після цього застрелює інший член Дев'ятого відділу, Сайто. Арамакі приходить в офіс Каттера, а той погрожує знищити Дев'ятий відділ. У відповідь Арамакі повідомляє, що у нього є санкція від прем'єр-міністра, зв'язується з Мотоко і отримує дозвіл на вбивство Каттера.
У фіналі Мотоко приходить на могилу, де поховано її органічне тіло і зустрічає там матір. Вони обнімаються і мати визнає кіборга своєю донькою. Вирушаючи на наступне завдання, Мотоко подумки робить висновок, що кіборгізацію не зупинити. Але також, що людину визначають не її спогади та будова тіла, а вчинки. Вона думає що варто жити, для того, щоб нагадувати наступним кіборгам про те, що людяність їх перевага.

## У ролях
| Актор              | Роль                                 |
| ------------------ | ------------------------------------ |
| Скарлетт Йоганссон | майор Міра Кілліан / Кусанаґі Мотоко |
| Пілоу Асбек        | Бато                                 |
| Такесі Кітано      | шеф 9-го відділу Дайсуке Арамакі     |
| Жульєт Бінош       | доктор Велет                         |
| Майкл Пітт         | Кудзе                                |
| Чін Гань           | Тогуса                               |
| Ласарус Ратуере    | Ісікава                              |
| Таванда Маніймо    | Бома                                 |
| Ютака Ізуміхара    | Саїто                                |
| Ріла Фукусіма      | гейша в червоному                    |
| Каорі Момої        | Хаїрі                                |
| Данусія Самал      | Ладрія                               |
| Майкл Вінкотт      | доктор Осмунд                        |
| Анамарія Маринка   | лікар Далін                          |
| Пітер Фердінандо   | Каттер                               |

## Виробництво
Зйомки почались 1 лютого 2016 року у Веллінгтоні в Новій Зеландії.
У 2008 році DreamWorks і Стівен Спілберг придбали права на виробництво кіноадаптації оригінальної манги. Аві Арад і Стівен Пол стали продюсерами, а Джеймі Мосс — сценаристом. У жовтні 2009 року було оголошено, що Лаета Калогрідіс замінив Мосса на його посаді. 24 січня 2014 стало відомо, що зніматиме стрічку Руперт Сендерс, за сценарієм Вільяма Вілера. Вілер, що працював над сценарієм близько півтора року, говорив: «Це величезна справа. Я думаю, що я був другим або третім у списку, і я знаю, що було принаймні шість або сім сценаристів». Джонатан Герман також працював над сценарієм. Зрештою відповідальність за сценарій поклали на Мосса і Ерен Крюгер.
3 вересня 2014 року почалися переговори з Марго Роббі щодо головної ролі. 16 жовтня з'явилася інформація, що DreamWorks запропонував Скарлетт Йоганссон 10 млн доларів за головну роль, після провалу переговорів із Роббі. 10 листопада 2015 року Пілоу Асбек був обраний на роль Бато. 4 лютого 2016 року видання Variety повідомило, що Майкл Пітт веде переговори про призначення на роль головного антагоніста. 3 березня 2016 року TheWrap повідомило, що японський актор Такесі Кітано зіграє Дайсуке Арамакі.